# Jean De Bremaeker
Jean De Bremaeker, né à Bruxelles le 19 mai 1908 et décédé à Rio de Janeiro le 19 mars 2002, est un écrivain, musicien, compositeur, théoricien de la musique, peintre et aquarelliste brésilien d'origine belge.

## Biographie
Jean François Eugène De Bremaeker est né à Bruxelles  le 19 mai 1908, au domicile de ses parents du n° 24 de la rue Ernest Allard. Son père, François De Bremaeker, délégué d'agent de change mais auparavant professeur de musique, était né à Saint-Gilles, et sa mère Nathalie Ryckaert, était de Schaerbeek. Ceux-ci s'étaient mariés à Uccle en 1906.
Dès l'âge de trois ans il s'exerce au piano et continuera l'étude de cet instrument tout en continuant ses humanités à l'Athénée royal d'Ixelles.
C'est à dix-sept ans qu'il commence à composer, de cette époque datent Frisson, Mélancolie et, parmi d'autres pièces, Rencontre.
Il a, par la suite, composé beaucoup en 1934, 1935, 1936 pour le piano, ainsi qu'un Concert pour quatuor à cordes, orgue et piano. Le compositeur donnait habituellement comme titre à ses œuvres la période durant laquelle elles avaient été composées.
Jean De Bremaeker a développé ses propres conceptions musicales qu'il a exposées dans son ouvrage théorique La Musique et dont Paul Gilson, dans son article du 20 juin 1935 dans La Revue musicale belge, a fait un exposé. Il expose encore ses idées dans la plaquette Mon Plan.
À côté de cette œuvre musicale dont la nouveauté désarçonnait certains et le faisait parfois considérer comme futuriste, voire, selon Paul Gilson impressionniste.
Jean De Bremaeker pratiquait également l'aquarelle et la peinture, à côté de paysages, il s'affirmait également comme portraitiste doué sachant rendre le caractère de ses modèles.
Il collaborait également à la revue littéraire Tribune, fondée par son ami Jean Groffier qui lui consacra en 1936 un article : « Il y a cinq ans d'ici, Jean de Bremaeker expérimentait divers engins et méthodes de navigation dans les bassins d'Ostende. C'est en cette ville et à cette époque que je fis sa connaissance. Ses allures étranges m'avaient intéressé, je m'étais présenté à lui et le lendemain soir, à 21 heures, au bout de l'estacade, nos pensées, nos connaissances établirent des points de contact. Nous parlâmes longtemps au son de la mer alors que, derrière nous, la bêtise humaine, sous ses aspects les plus divers, se promenait le long de la digue ».
Jean De Bremaeker fut également rédacteur en chef de La Revue musicale belge.
Vers 1938, il a émigré au Brésil, pays dont il a acquis la nationalité.

## Publications
- 1935 : La Musique, trois volumes, Bruxelles, Les Éditions Modernes, G. Vriamont, trois volumes, 1935.
- 1935 (?) Mon Plan, plaquette.
- 1935 : Lettre ouverte à S.M. le Roi, à MM. les Ministres, à MM. les Bourgmestres, Bruxelles, Les Éditions Modernes, G. Vriamont, 1935.
- 1935 : "Notes complémentaires de Jean de Bremaeker", in: Tribune, n° 26, Bruxelles, octobre - 15 novembre 1935, p. 9.
- 1936 : "De la pensée présente à la critique d'art", dans : Tribune, n° 29, Bruxelles, mars-avril 1936, pp. 4-5.
- 1936 : Jean Groffier, dans : Tribune, n° 30, Bruxelles, mai-juin 1936, pp. 1-2.
- 1936 : Accordage suivant l'accord parfait 'tons entier' ", Bruxelles, Les Éditions Modernes, G. Vriamont, 1936.
- 1936 : L'art doit vivre, Bruxelles, Les Éditions Modernes, G. Vriamont, 1936.
- 1936 : Lois mathématiques des trois accords parfaits et des accords en général, Bruxelles, Les Éditions Modernes, G. Vriamont, 1936.
- 1937 : "Pierre Vandendries 1936", dans : Tribune, n° 33, Bruxelles, numéro d'Hiver (1-1-1937), 1937, pp. 2-4.
- 1937 : Thèses présentées par Jean de Bremaeker au concours d'inventions de la Foire Universelle et Internationale de Paris (1937) et pour lesquelles il a obtenu une médaille d'argent avec prix : Lois des accords parfaits majeur et mineur tempérés.
- 1941 : Égométrie, mécanique de la pensée, mécanique de l'idée établies analogiquement avec la géométrie, la physique, la chimie, Montréal, Typo-Press, 1941.
- 1963 : Literatura e musica, Rio de Janeiro, 1963.
- 1964 : O futuro da musica, Rio de Janeiro, 1964.
- 1965 : Centro de estudo da musica livre, Rio de Janeiro, 1965.

## Compositions musicales
- 1935 : Concert pour Quatuor à cordes, Orgue et Piano, Bruxelles, Les Éditions Modernes, G. Vriamont, 1935.
- Juin 1934, Bruxelles, Les Éditions Modernes, G. Vriamont, 1934.
- Début Décembre 1934, Bruxelles, Les Éditions Modernes, G. Vriamont, 1934.
- Mi Février 1935, Bruxelles, Les Éditions Modernes, G. Vriamont, 1934.
- Fin Février 1935, Bruxelles, Les Éditions Modernes, G. Vriamont, 1935.
- Début Mars 1935, Bruxelles, Les Éditions Modernes, G. Vriamont, 1935.
- Avril 1935, Bruxelles, Les Éditions Modernes, G. Vriamont, 1935.
- Début Mai 1935, Bruxelles, Les Éditions Modernes, G. Vriamont, 1935.
- Mi Mai 1935, Bruxelles, Les Éditions Modernes, G. Vriamont, 1935.
- Mi Juillet 1935, Bruxelles, Les Éditions Modernes, G. Vriamont, 1936.
- 1973 : Op. 39 para piano dedicado a James Anderson e a Inside SAS.
- 1973 : Op. 42 para piano dedicado a Dra. Iracema Castra e Silva.
- 1974 : Opus 45 para piano composiçâo e interpretaçâo livres, dedicando ao Professor Martiniano Barbosa Moreira, Rio de Janeiro, février 1974.